# Buin
Buin is een gemeente in de Chileense provincie Maipo in de regio Región Metropolitana. Buin telde 96.614 inwoners in 2017 en heeft een oppervlakte van 214 km².